# Prototyp (wzorzec projektowy)
Prototyp – kreacyjny wzorzec projektowy, którego celem jest umożliwienie tworzenia obiektów danej klasy bądź klas z wykorzystaniem już istniejącego obiektu, zwanego prototypem. Głównym celem tego wzorca jest uniezależnienie systemu od sposobu w jaki tworzone są w nim produkty.

## Zastosowanie
Omawiany wzorzec stosujemy między innymi wtedy, gdy nie chcemy tworzyć w budowanej aplikacji podklas obiektu budującego (jak to jest w przypadku wzorca fabryki abstrakcyjnej). Wzorzec ten stosujemy podczas stosowania klas specyfikowanych podczas działania aplikacji.

## Przykłady
- Zobacz przykłady zastosowania wzorca na stronie Wikibooks

## Szczegóły implementacyjne
Wzorzec prototypu określa rodzaj obiektów do tworzenia za pomocą prototypowej instancji. Prototypy nowych produktów są często budowane przed pełną produkcją, ale w tym przykładzie, prototyp jest bierny i nie bierze udziału w kopiowaniu siebie samego. Przykładem aktywnego prototypu (czyli biorącego udział w kopiowaniu siebie samego) jest biologiczny podział jednej komórki w dwie identyczne.  Wtedy mamy do czynienia z klonowaniem.

## Praktyczne wskazówki
Czasem wzorce konstrukcyjne pokrywają się. Są przypadki, gdzie odpowiedni byłby zarówno Prototyp, jak i Fabryka Abstrakcyjna. W innych przypadkach te wzorce nawzajem się uzupełniają: Fabryka abstrakcyjna mogłaby przechowywać zbiór Prototypów, które mogłaby klonować i zwracać jako obiekt produktu. Fabryka abstrakcyjna, Budowniczy i Prototyp mogą w swych implementacjach używać wzorca Singletonu.
Klasy Fabryki abstrakcyjnej są często implementowane razem z Metodami fabrykującymi (tworzenie przez dziedziczenie), ale mogą być też implementowane przy użyciu Prototypu (tworzenie przez delegację).
Często projekty startują wraz z użyciem Metod fabrykujących (które są mniej skomplikowane, bardziej elastyczne i z szybko powiększającą się liczbą podklas) i ewoluują w kierunku Fabryki abstrakcyjnej, Prototypu lub Budowniczego (o większych możliwościach i bardziej złożonych) wtedy, gdy projektant uzmysłowi sobie potrzebę stosowania rozwiązań o większej mocy.
Prototypy nie wymagają "podklasowania", ale wymagają operacji inicjalizacji. Metody fabrykujące wymagają "podklasowania" ale nie wymagają inicjalizacji.
Projekty, które intensywnie używają wzorca Kompozytu i Dekoratora, mogą równie dobrze odnieść korzyść ze stosowania Prototypu.
Praktyczną wskazówką na to, kiedy może być potrzebnym używanie metody clone(), jest konieczność tworzenia prawdziwej kopii (ang. true copy) innej instancji w czasie wykonywania programu. Prawdziwa kopia to taka, w której skopiowany obiekt ma wszystkie swe pola identyczne z pierwowzorem. Gdy używa się operatora new, to wtedy te pola mają wartości początkowe. Przykładowo, jeśli projektuje się system do przeprowadzania transakcji bankowych, to wtedy potrzebna jest taka kopia obiektu, która przechowa dane konta, wykona transakcje na tej kopii i zamieni tę kopię z oryginałem. W takim przypadku potrzebna jest raczej metoda clone() niż operator new.